# Parafia Matki Bożej Królowej Korony Polskiej w Gdańsku
Parafia Matki Bożej Królowej Korony Polskiej w Gdańsku – rzymskokatolicka parafia usytuowana w gdańskiej dzielnicy Oliwa przy ulicy Polanki. Wchodzi w skład dekanatu Gdańsk Oliwa, który należy do archidiecezji gdańskiej. Prowadzą ją ojcowie cystersi z Opactwa Ojców Cystersów w Szczyrzycu.
Kościołem parafialnym jest poewangelicka świątynia w stylu neogotyckim, położona przy ul. Leśnej 5/6, zbudowana w latach 1909–1921 (prace budowlane trwały w latach 1913–1920). Do 1945 kościół służył celom kultu protestanckiego i nosił wezwanie Pojednania (Versöhnungkirche). Był to kościół wotywny (dziękczynny) za zwycięstwo nad cesarzem Napoleonem III i Francją w wojnie francusko-pruskiej (1870–1871).
Przy kościele znajduje się dom zakonny (zbudowany w latach 1937–1938), a przeorat podległy jest opactwu w Szczyrzycu – w sali widokowej domu znajdowało się również małe kino.

## Proboszczowie
- 1945–1953: o. Eugeniusz Komasa OCist.
  - rektor
- 1953–1957: o. Bronisław Chruślicki OCist.
  - rektor
- 1957–1965: o. Władysław Woźny OCist.
  - rektor
- 1965–1967: o. Tadeusz Brak OCist.
  - rektor
- 1967–1970: o. Robert Szczygieł OCist.[3]
  - rektor
- 1970–1974: o. Bogumił Nycz OCist.
  - rektor
- 1974–1977: o. Konstanty Piwowar OCist.
  - rektor
- 1977–1989: o. Bogumił Nycz OCist.
  - rektor (1977–1988)
- 1989–1991: o. Konstanty Piwowar OCist.
- 1991–1994: o. Zbigniew Giełczyński OCist.[4][5]
- 1994–2012: o. Bogumił Nycz OCist.[6]
- 2012–2013: o. Wiesław Rymarczyk OCist.[7]
- 2013–2023: o. Albin Chorąży OCist.[8][9][10]
- od 2023: o. Filip Krzemień OCist.[11][12]

## Zdjęcia

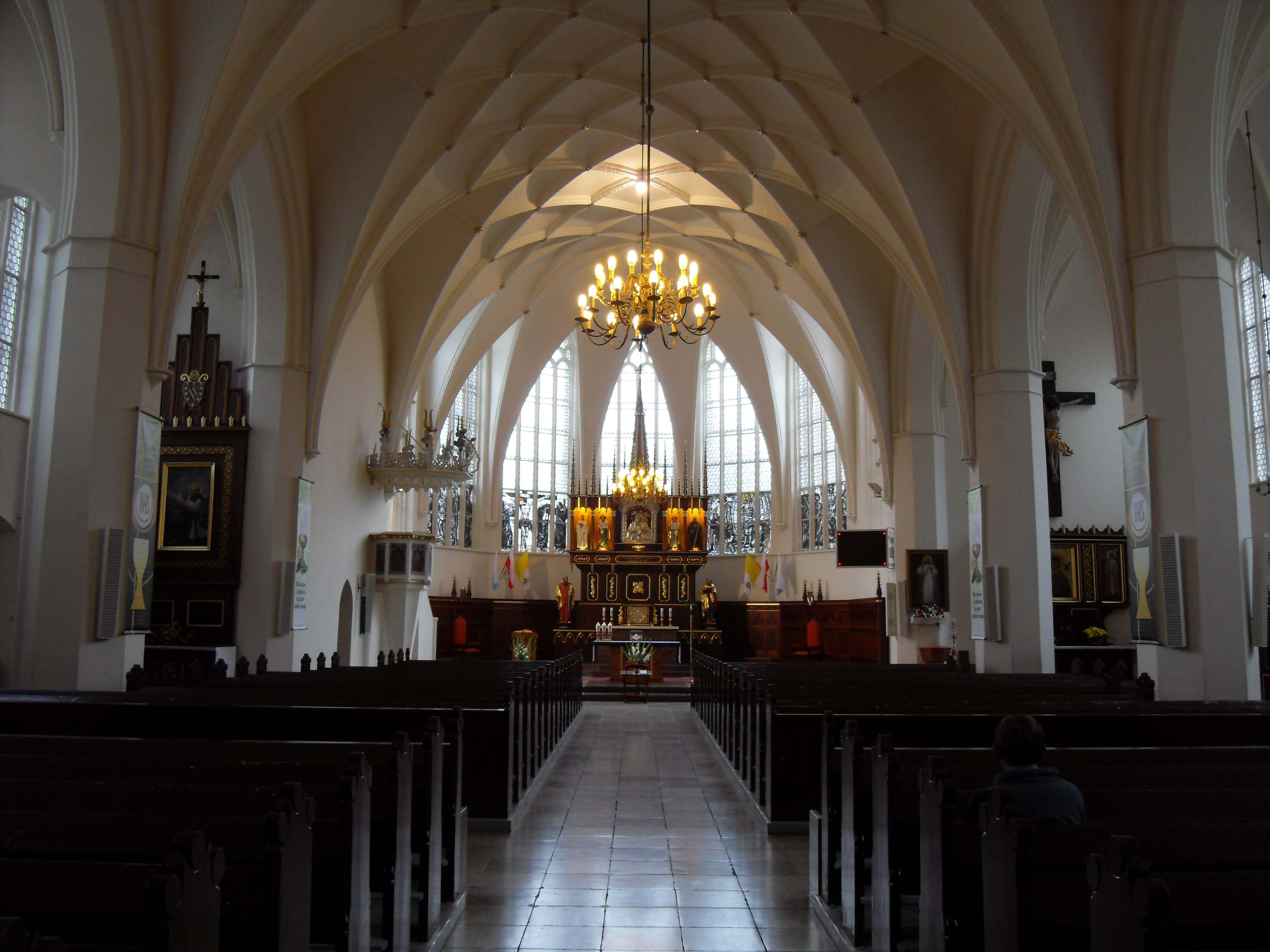
Wnętrze kościoła
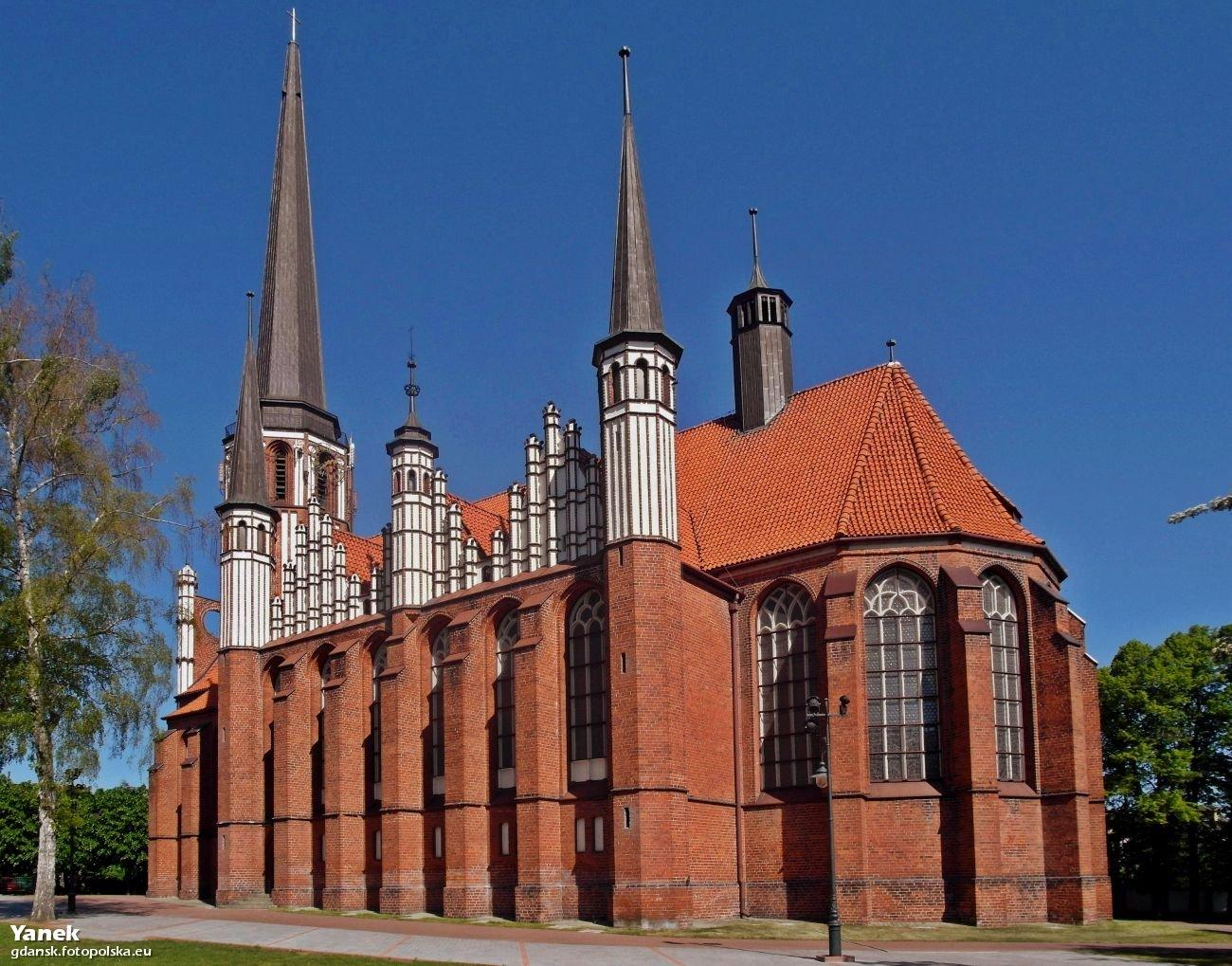
Kościół, widok z parku od ul. Podhalańskiej
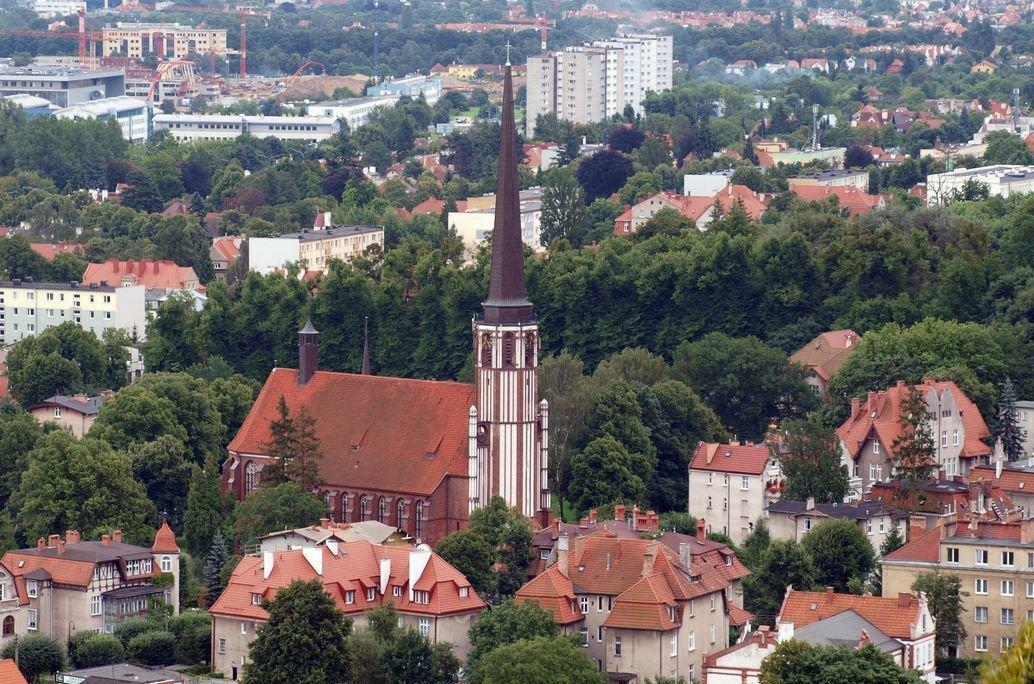
Kościół, widok ze Wzgórza Pachołek
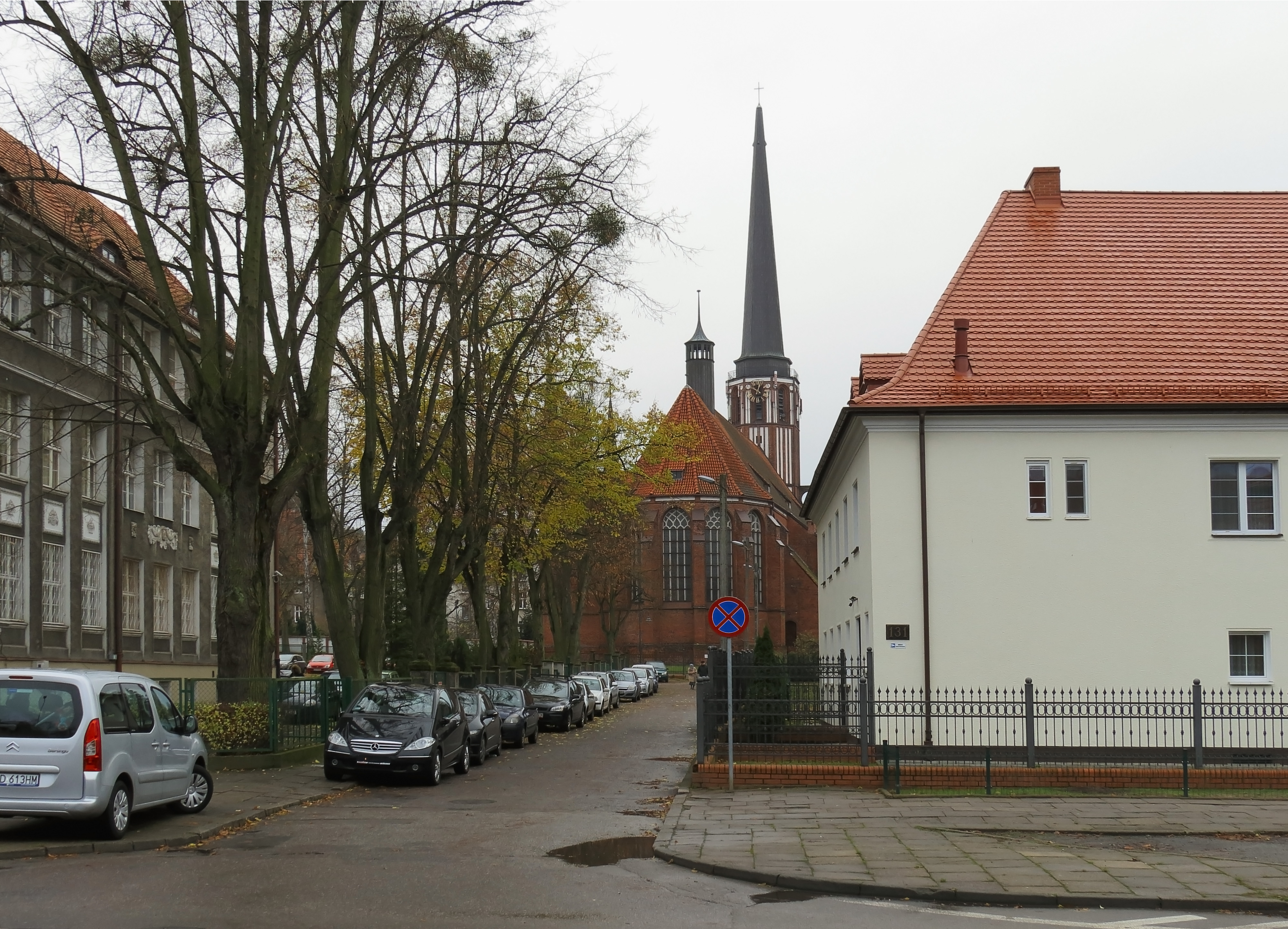
Kościół, widok od ul. Polanki 131
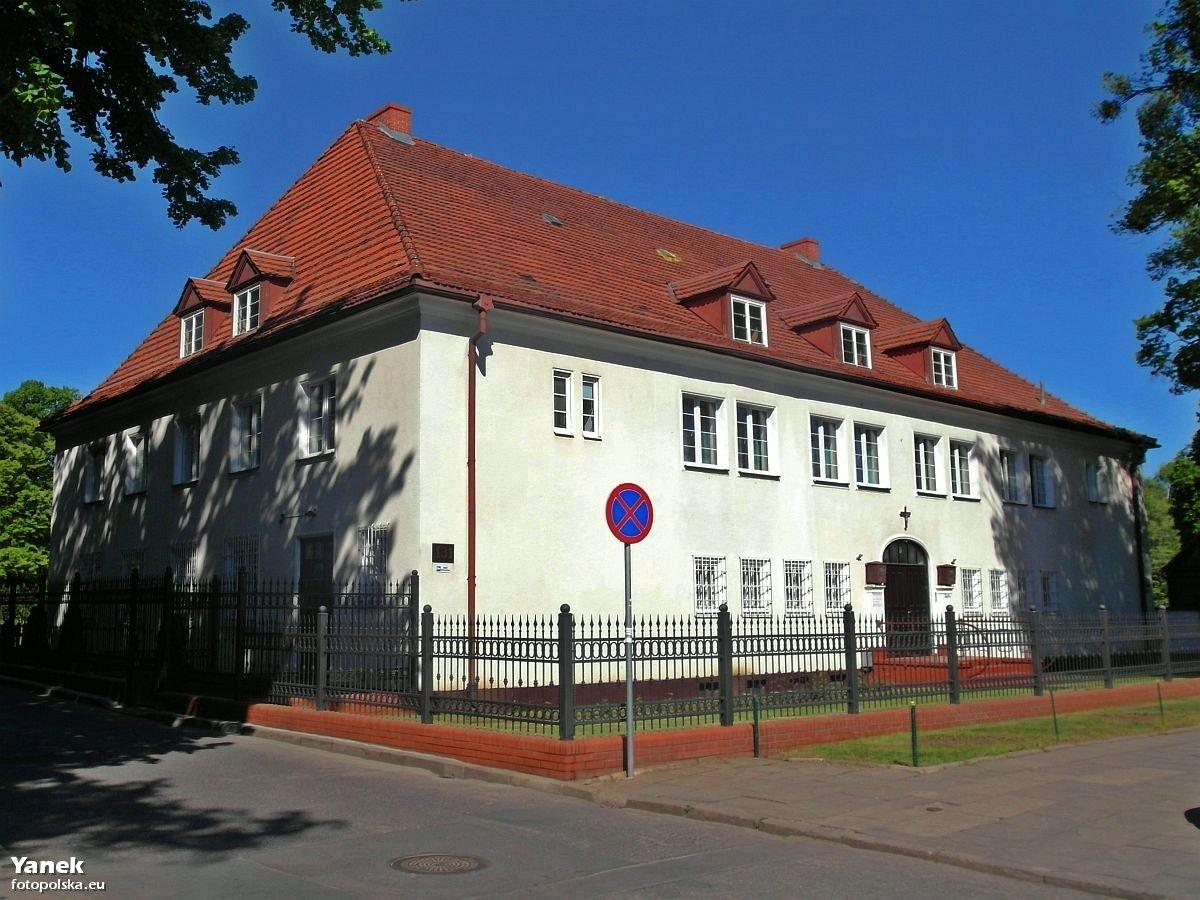
Dom zakonny przy ul. Polanki 131